# ربکا ریپون
ربکا ریپون (انگلیسی: Rebecca Rippon؛ زادهٔ ۲۶ دسامبر ۱۹۷۸) بازیکن زن واترپلو اهل استرالیا است.
وی در مسابقات کشوری و بین‌المللی در مجموع برندهٔ ۲ مدال طلا، ۱ مدال نقره، ۱ مدال برنز شده‌است.